# Villarta de San Juan

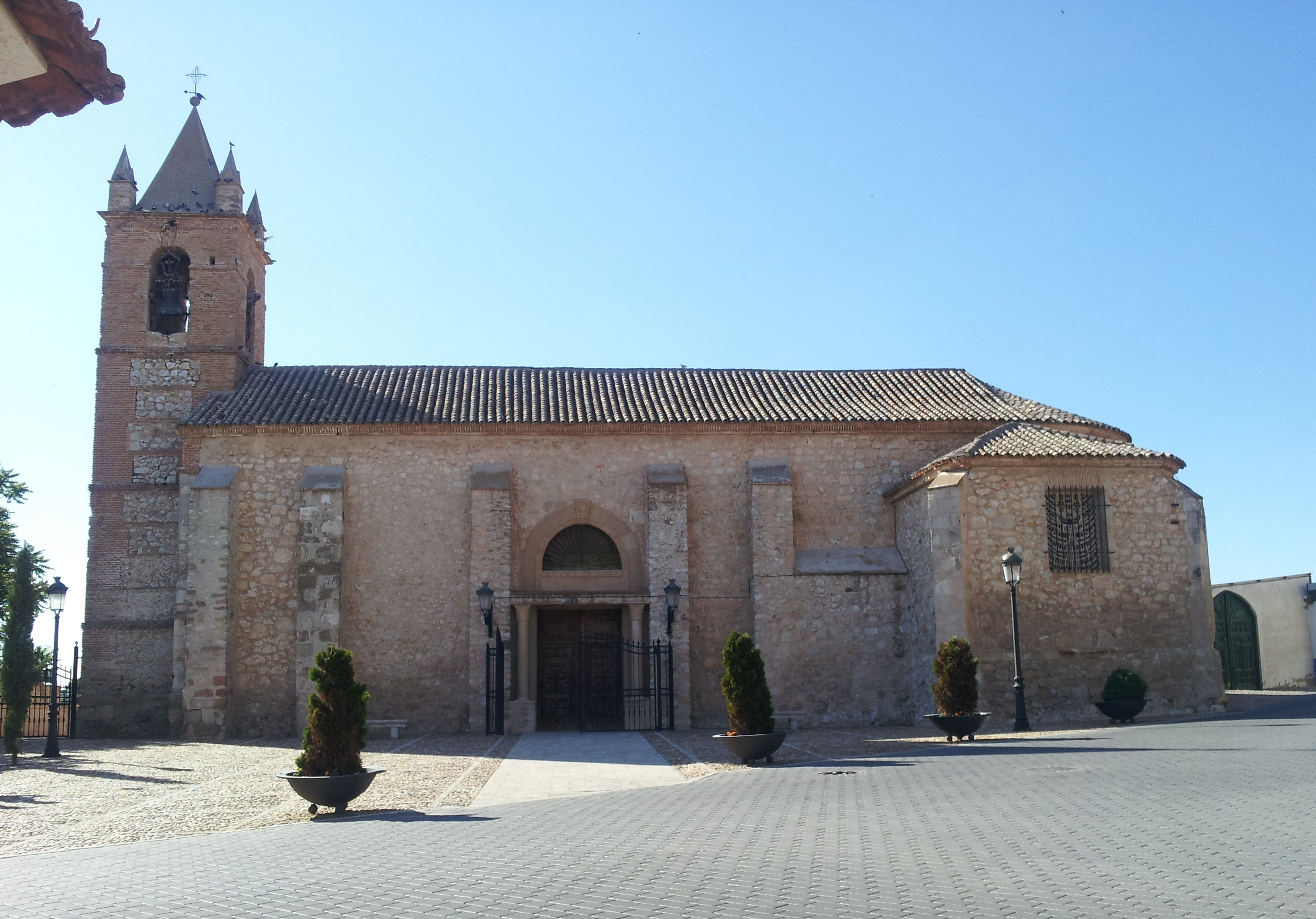
Església de Villarta de San Juan

Villarta de San Juan és un municipi de la província de Ciudad Real a la comunitat autònoma de Castella-La Manxa. Limita al Nord amb Puerto Lápice, a l'est amb Herencia, al sud amb Manzanares i a l'oest amb Arenas de San Juan.

## Demografia
| 1991  | 1996  | 2001  | 2004  | 2006  | 2007  |
| ----- | ----- | ----- | ----- | ----- | ----- |
| 2.872 | 2.997 | 2.968 | 3.043 | 3.026 | 3.063 |